# Ophiolith

Schema

Ophiolithe sind Bestandteile der ozeanischen Lithosphäre (spezifisch der ozeanischen Kruste), deren vor allem basische und ultrabasische Gesteinsserien des Ozeanbodens im Zuge einer Ozean-Kontinent-Kollision (Bsp. Anden) auf das Festland geschoben („obduziert“) wurden. Der Begriff ophiolithisch wird allerdings auch für Deckenkomplexe verwendet, die keinen direkten Bezug mehr zur ozeanischen Kruste haben, sondern nur typisch für Ozean-Kontinent-Kollisionen sind.

## Etymologie und Begriffsgeschichte

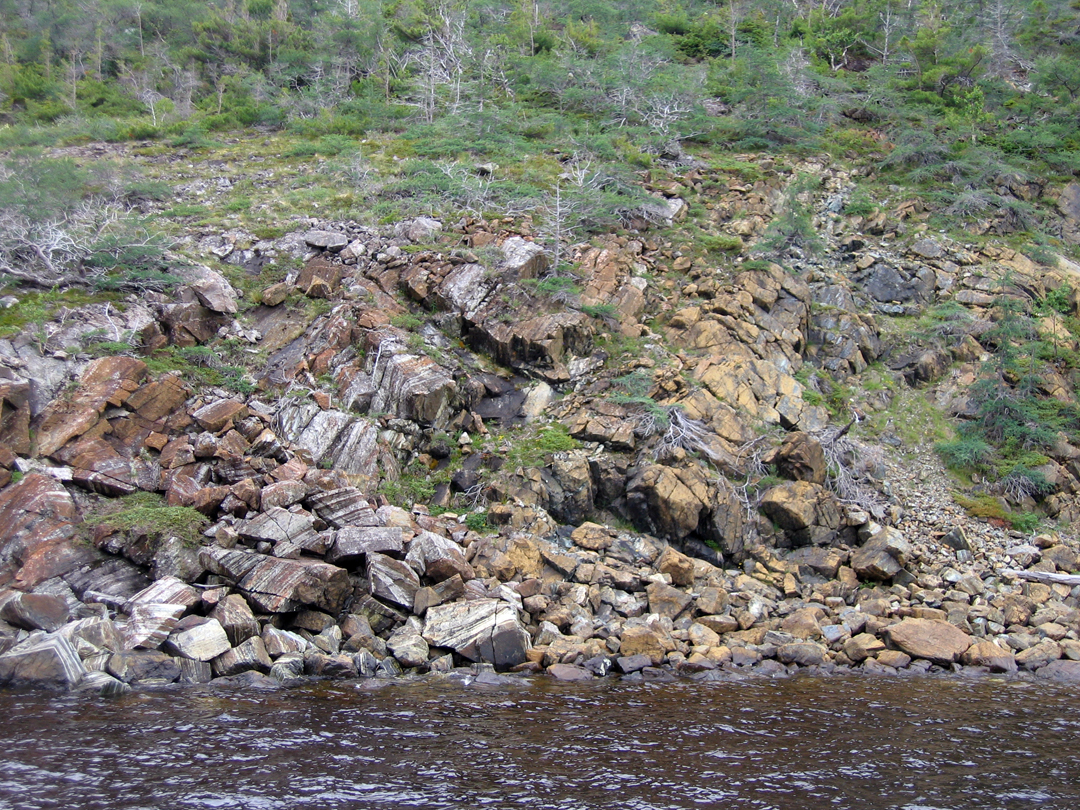
Ordovizischer Bay-of-Islands-Ophiolith im Gros Morne National Park, Neufundland

Die Wortschöpfung Ophiolith leitet sich ab vom Altgriechischen und ist zusammengesetzt  aus ὄφις (ophis) = Schlange und λίθος (lithos) = Stein, um grüngefärbte Gesteine mit schlangenähnlicher Textur (vorwiegend Serpentinite, aber auch  Spilite) zu bezeichnen. Sie wurde 1813 zum ersten Mal von Alexandre Brongniart für eine Vergesellschaftung von Grüngesteinen in den Alpen verwendet (für Serpentin-haltige Gesteine mit Diabasen). Später (1905 und 1927) modifizierte der deutsche Geologe Gustav Steinmann den Begriff dahingehend, dass neben den Serpentiniten von nun an auch Kissenlaven und Radiolarite mit enthalten waren (die so genannte Steinmann-Trinität).

## Aufbau und Eigenschaften
Ein Ophiolithkomplex besteht im Idealfall aus den drei großen Gesteinseinheiten der ozeanischen Kruste. Vom Hangenden zum Liegenden sind dies:
- Marine Sedimentgesteine
- Magmatische Gesteine
- Gesteine des lithosphärischen Mantels

Die meisten Ophiolithkomplexe sind jedoch nur selten vollständig und weisen daher nur Teile der klassischen Abfolge auf.
Zur Abfolge im Einzelnen:
Die marinen Sedimente bestehen aus den für hochmarine Ablagerungen typischen, pelagischen Gesteinen – vorwiegend Tiefseetone, feine Kalkschlämme, Cherts, Radiolarite und Turbidite. Die Geschwindigkeiten seismischer Wellen sind in diesen Sedimenten niedrig. Longitudinalwellen (p-Wellen) erreichen 1,6 bis 2,5 km/s.
Unter den Sedimenten liegen Magmatische Gesteine der ozeanischen Kruste:

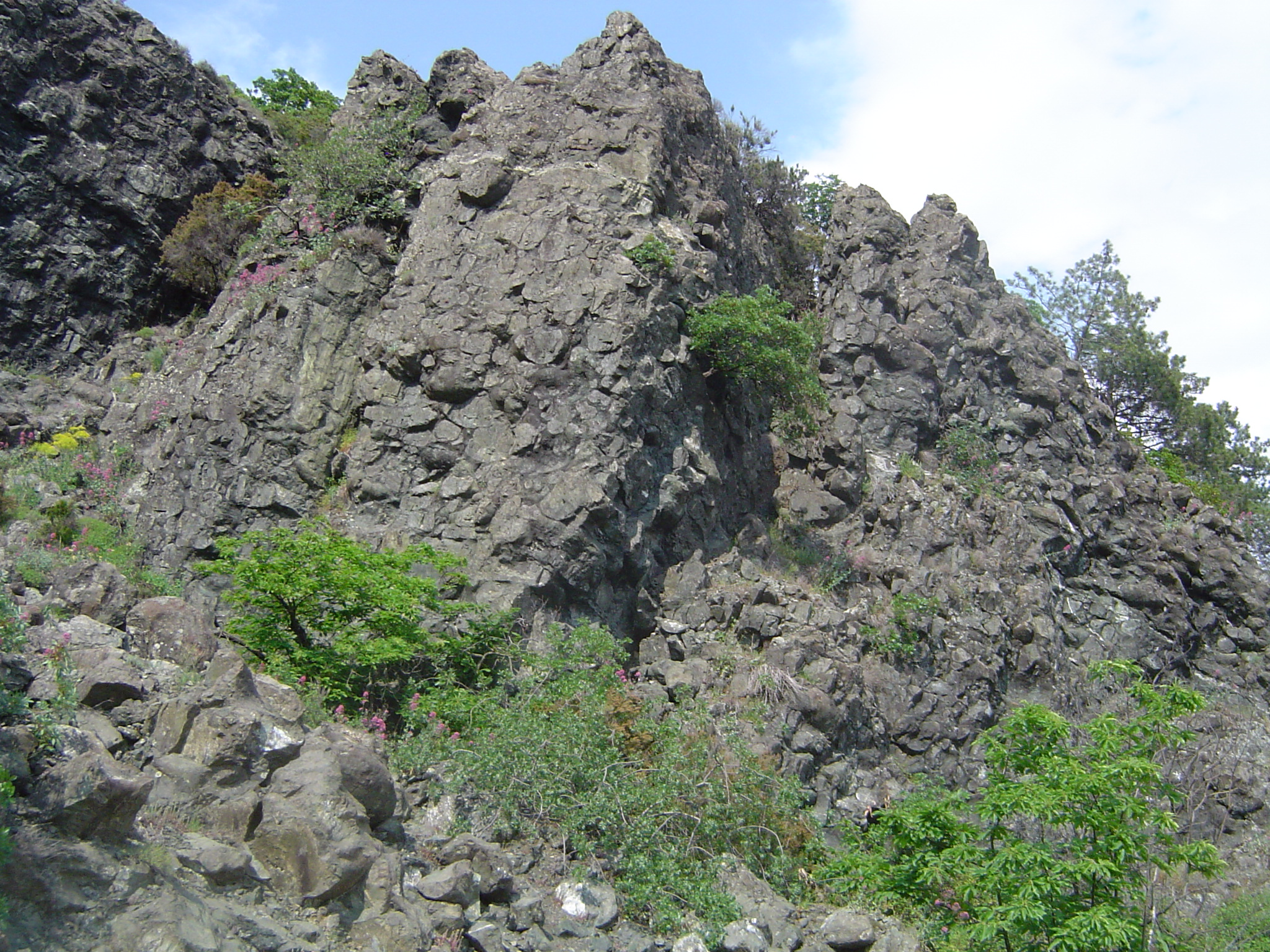
Kissenlaven einer Ophiolithsequenz im nördlichen Apennin, Italien

Im Hangenden extrusive Lagen aus Kissenlaven, deren Zwischenräume durch Meerwasserkontakt mit Hyalit bzw. Hyaloklastit (den Bruchstücken der Glashaut der einzelnen Kissen) und marinen Sedimenten gefüllt sind, wobei der Anteil der Sedimentverfüllung zum Liegenden hin abnimmt. Die Geschwindigkeit der P-Wellen beträgt hier 2,8 bis 4,5 km/s.
Im Liegenden folgt ein Gesteinspaket aus vertikalen Gangscharen (engl. sheeted dykes), mittels dessen das Magma der Kissenlaven an die Oberfläche stieg. In diesem Abschnitt werden Wellengeschwindigkeiten von 4,5 bis 5,7 km/s erzielt.
Darunter schließen sich dann intrusive Gabbros an, die plutonitischen Äquivalente der Basalte. Sie sind wesentlich grobkörniger, da sie aufgrund der langsameren Erstarrung mehr Zeit hatten, große Kristalle auszubilden. Sie lassen sich in zwei Typen unterteilen: in höheren Lagen isotrope, fraktionierte Gabbros, die ihrerseits Geschichtete Gabbros (engl. layered gabbros), gebildet durch Kumulatkristallisation einer Magmakammer, überlagern. Die p-Wellen kommen hier auf Geschwindigkeiten von bis zu 6,7 km/s. Ein Kuriosum stellt in diesem Bereich das Auftreten einzelner saurer Intrusiva wie beispielsweise Plagiogranite, Diorite oder Tonalite dar, zumal keine intermediären Gesteine vorliegen.
Mineralogisch gesehen bestehen die basischen Gesteine der ozeanischen Kruste vorwiegend aus Plagioklas und Pyroxenen (Klino- und Orthopyroxen).
Unter den Magmatiten, die lithologisch noch zur ozeanischen Kruste gehören, folgen die Gesteine des lithosphärischen Erdmantels. Die Grenze zwischen beiden Einheiten wird als lithologische Moho bezeichnet.
Der zur Lithosphäre zählende Teil des Mantels umfasst ebenfalls zwei Gesteinseinheiten, die durch die seismologische Moho voneinander getrennt werden. Der obere Teil besteht aus Kumulat-Peridotiten (Dunit-reiche Lagen). Die darunter liegenden Peridotite – vorwiegend aus Olivin und Pyroxenen aufgebaute Harzburgite und Lherzolithe – weisen durch tektonische Bewegungen bedingte Schergefüge auf. Sie können auch mylonitisiert vorliegen (verursacht durch sehr intensive tektonische Beanspruchung) und unterliegen dann meist sekundärer Wasseraufnahme, wodurch der primär magmatische Mineralbestand verändert wird (Serpentinisierung). Seismische Wellen breiten sich in den Kumulat-Peridotiten mit nur geringfügig höheren Geschwindigkeiten im Vergleich zu den Magmatiten aus. Diese steigen aber an der seismischen Moho, die unterhalb des Meeresbodens bei ungefähr sieben Kilometern Tiefe liegt, sprunghaft auf durchschnittlich 8,15 km/s an. An mittelozeanischen Rücken (MOR) kann der Wert aber bis 7,6 km/s zurückgehen.
Sofern auch ehemaliger Kontinentalrand mit obduziert wurde, so können zur geologisch-genetischen Einheit des Ophioliths auch Turbidit-Sequenzen hinzugezählt werden.

## Problematische Zuordnung des Bildungsraumes
Im Zuge der Entwicklung der Plattentektonik gegen Ende der 1950er und Anfang der 1960er Jahre setzte sich die Vorstellung durch, dass Ophiolithe mit dem durch die magnetischen Arbeiten von Frederick Vine und Drummond Matthews 1963 untermauerten Prinzip der Ozeanbodenspreizung an mittelozeanischen Rücken in unmittelbarer Verbindung stehen. Hinzu kam, dass auch die Untersuchungen im Jahr 1968 von Ian Graham Gass an den vertikalen Gangscharen des Troodos-Ophioliths in Zypern eine Ozeanbodenspreizung nahelegten. Diese von E. M. Moores und F. Vine 1971 erneut aufgegriffene Schlussfolgerung wurde bis in die 1980er Jahre allgemein akzeptiert.
Genauere geochemische und petrologische Studien hatten aber zwischenzeitlich Probleme bei dieser etwas vereinfachenden Zuordnung zu Tage gefördert:
- Der SiO2-Gehalt von ophiolithischen Basalten bewegt sich gewöhnlich um 55 Gewichtsprozent und ihr TiO2-Gehalt liegt immer unter 1 Gewichtsprozent, wohingegen Basalte der ozeanischen Rücken (MORB) nur rund 50 Gewichtsprozent SiO2, jedoch recht hohe Gehalte von 1,5 bis 2,5 Gewichtsprozent TiO2 aufweisen.
- Spurenelemente von Subduktionszonen- bzw. Inselbogenvulkaniten zeigen ebenso wie ophiolithische Vulkangesteine gegenüber MORB meist erhöhte Werte. Angereichert werden insbesondere lithophile Elemente mit großen Ionenradien (engl. LILE) wie z. B. Kalium, Rubidium, Cäsium und Thorium sowie die leichten Seltenen Erden (engl. LREE).[8]
- Gegenüber N-MORB Abreicherung von Elementen hoher Feldstärke (engl. HFSE) wie Titan (siehe oben), Niob, Tantal und Hafnium.[9]
- Die Kristallisationsabfolge in den Kumulatgesteinen (Gabbros, Peridotite) ist Klinopyroxen vor Plagioklas und erfolgt somit umgekehrt gegenüber MORB, in dem Plagioklas vor Klinopyroxen auskristallisiert.[10]
- Die Mantelgesteine im Liegenden sind refraktorischer Natur (tektonisch überprägte Harzburgite, sowie Dunite) im Gegensatz zu Spreizugszentren, die von Lherzolithen unterlagert werden.[11]
- Höhere Chromzahlen und niedrigere Mg/Fe-Verhältnisse.
- Anreicherung radiogener Isotope von Strontium und Blei in den Vulkaniten, die erhöhte 87Sr/86Sr-, 206Pb/204Pb-, 207Pb/204Pb- und 208Pb/204Pb-Verhältnisse gegenüber MORB nach sich ziehen. Neodym wird gleichzeitig abgereichert, wodurch sich das 143Nd/144Nd-Verhältnis verringert.[12]

All diese geochemischen Unterschiede lassen sich nur erklären, wenn von einer Entstehung der Ophiolithe nicht an divergenten, sondern vorwiegend an konvergenten ozeanischen Krustenbereichen (Subduktionszonen) ausgegangen wird – den so genannten Suprasubduktionszonen-Ophiolithen im Forearc-Bereich (englisch suprasubduction zone ophiolites oder SSZ ophiolites).
Die konvergenten Suprasubduktionsophiolithe lassen sich in zwei Typen unterteilen:
- Alpinotype Ophiolithe (Tethys-Ophiolithe) hervorgegangen aus dem Tethysraum
- Kordilleren-Ophiolithe des Pazifikraumes

Diese beiden Ophiolithtypen unterscheiden sich grundlegend durch die Art ihrer Platznahme: die alpinotypen Ophiolithe wurden auf einen passiven, teils verdünnten Kontinentalrand obduziert, wohingegen ein Großteil der Kordilleren-Ophiolithe durch den unterschobenen Akkretionskeil passiv herausgedrückt wurden (engl. accretionary uplift).
Natürlich bilden sich Ophiolithe auch an divergenten ozeanischen Spreizungszentren, an Hotspots und an Tiefseebergen, sowie im Interarc- und im Backarc-Bereich, sie werden aber nur in seltenen Fällen obduziert und bleiben daher auch nur selten erhalten. Als Beispiele für ozeanische Spreizungszentren können der Ligurische Ophiolith und der Franziskanische Ophiolith angesehen werden.
Entscheidend dürfte letztendlich das Ausmaß des partiellen Aufschmelzens im oberen Erdmantel sein, wobei das Spektrum von einem relativ niedrigen  Schmelzgrad an Spreizungszentren (Ligurischer Typus mit Lherzolith als Mantelgestein) zu wesentlich höheren Graden bei Suprasubduktionsophiolithen (Yakuno-Typus  mit Klinopyroxen-führendem Harzburgit und Papua-Typus mit Klinopyroxen-freiem Harzburgit) reicht. Hierzu parallel geht die Entwicklung der abgesonderten basaltischen Magmen einher: sie verläuft von Alkalibasalten oder Aluminium-reichen Basalten (MORB) über Aluminium-arme Basalte (Inselbogentholeiite) hin zu Boniniten und Magnesium-reichen Andesiten.

## Zeitliche Entwicklung
Im Verlauf der Erdgeschichte erfolgte die Subduktion von ozeanischer Kruste und somit die Bildung von Ophiolithen nicht gleichmäßig, sondern pulsartig. So treten Ophiolithpulse statistisch gehäuft im Neoproterozoikum (Cryogenium) um 750 Millionen Jahre BP, im Paläozoikum an der Wende Ordovizium/Silur um 450 Millionen Jahre BP und im Mesozoikum an der Wende Jura/Kreide um 150 Millionen Jahre BP auf.
Jeder dieser Ophiolithpulse kann mit großen Gebirgsbildungsphasen korreliert werden. So ereignete sich in etwa zeitgleich zum Maximum des Cryogeniums die Panafrikanische Orogenese; die frühpaläozoischen Ophiolithe erscheinen zeitgleich mit den kaledonischen Gürteln der Appalachen, Kaledoniden und des Urals, wohingegen die mesozoischen Ophiolithe im Alpen-Himalaya-Gürtel dominieren. Die zirkumpazifischen Gürtel enthalten Ophiolithe, die den letzten beiden Pulsen angehören. Dokumentiert werden somit lang anhaltende, kontinuierliche Gebirgsbildungsprozesse im Pazifikraum, die auf Subduktion ozeanischer Kruste mit einhergehender Akkretion beruhen. Sie stehen im Gegensatz zu den relativ kurzlebigen, episodisch verlaufenden Kontinentkollisionen.

## Vorkommen
Ophiolithe können meist in Suturzonen angetroffen werden. Hierbei werden nach abgeschlossener Subduktion ozeanische Krustenabschnitte zwischen kollidierende Kontinente, Kontinentfragmente oder Inselbögen eingelagert. Die auf reiner Kontinentkollision beruhende Modellvorstellung führte allerdings in der Vergangenheit im Falle der Yarlung-Tsangpo-Sutur (auch Indus-Yarlung-Sutur) zu einer Fehlinterpretation, da es sich hier wohl nur um ein relativ kleines Meeresbecken gehandelt haben dürfte (ein so genanntes Backarc-Becken) und somit nicht um die erwartete große Sutur zwischen Eurasien und Indien.
Das wohl berühmteste Beispiel für Ophiolithe (Semail-Ophiolith) liegt in Oman und in den Vereinigten Arabischen Emiraten, wo die ehemalige ozeanische Platte des Neotethysraums auf die Arabische Platte geschoben wurde. Weitere bedeutende Vorkommen finden sich in Zypern, Südspanien, der Schweiz, Marokko, Neuguinea, Neufundland und in Kalifornien.

### Fundstellen im Einzelnen
- Australien – Macquarie Island[17]
- China:
  - Xigazê-Ophiolith in Tibet – Aptium/Albium, obduziert im Eozän
- Costa Rica:
  - Nicoya-Ophiolith[18]
- Frankreich
  - Alpen:
    - Chenaillet-Ophiolith
    - Queyras-Ophiloth
    - Versoyen-Ophiolith

  - Korsika:
    - Inzecca-Ophiolith
    - Monte-Maggiore-Ophiolith

  - Massif Central:
    - Limousin-Ophiolith[19]
    - Merlis-Serpentinite
- Griechenland:
  - Pappades-Ophiolith auf Euböa – Obertrias, Platznahme im Oberjura
  - Vourinos-Ophiolith
- Indonesien
  - Sulawesi – Sulawesi-Ultramafitgürtel[20]
- Iran – Mashad-Fariman-Ophiolith[21]
- Italien
  - Ligurischer Ophiolith – Spreizungszentrum
  - Monviso-Ophiolith
  - Toskana-Ophiolith
- Japan
  - Horokanai-Ophiolith
  - Oeyama-Ophiolith
  - Poroshiri-Ophiolith
  - Yakuno-Ophiolith
- Kanada – Neufundland – Bay-of-Islands-Ophiolith
- Kolumbien:
  - Rio-San-Francisco-Ophiolithkomplex – Unterkreide
- Marokko – Bou-Azzer-Ophiolith
- Österreich:
  - Rechnitz-Ophiolith
  - Tasna-Ophiolith
- Oman und Vereinigte Arabische Emirate – Oman-Ophiolith (Semail-Ophiolith) – Forearc
- Neuguinea – Papua-Ophiolith
- Neuseeland:
  - Northland-Ophiolithe – Unterkreide, Platznahme im Miozän
- Pakistan – Bagh-Ophiolithkomplex[22]
- Philippinen
  - Amnay-Ophiolithkomplex auf Mindoro – Mittleres Oligozän, Platznahme im Unteren bis Mittleren Miozän
  - Lubang-Puerto-Galera-Opholithkomplex auf Mindoro – Eozän, Platznahme im Oligozän
  - Mangyan-Ophiolithkomplex auf Mindoro – Kreide, Platznahme im Oberen Oligozän
  - Palawan-Ophiolith auf Palawan – Oberkreide bis Eozän, Platznahme im Oberen Eozän
  - Sibuyan-Ophiolithkomplex auf Sibuyan – Kreide, Platznahme im Unteren Miozän
- Russland
  - Kraka-Ophiolith des Zilair-Synklinoriums im Ural
- Schottland – Ballantrae-Komplex[23]
- Schweiz:
  - Antrona-Ophiolith
  - Gets-Ophiolith
  - Platta-Ophiolith
  - Zermatt-Saas-Ophiolith – Jura, Beckenschließung im Eozän
- Türkei:
  - Kizildag-Ophiolith[24]
- Vereinigte Staaten:
  - Kalifornien:
    - Coast-Range-Ophiolith – Forearc
    - Franziskanischer Ophiolith – Spreizungszentrum
    - Trinity-Ophiolith in den Klamath Mountains – Ordovizium, Silur

  - Oregon:
    - Josephine-Ophiolith (auch in Kalifornien vorkommend) – Backarc

  - Washington:
    - Ingalls-Ophiolithkomplex
- Zypern – Troodos-Ophiolith – Forearc